# Goba
Goba o Gobba (in amarico ጎባ, Goba; in oromo: Gobbaa) è una città nell'Etiopia sud-centrale situata nella Zona di Bale nella Regione di Oromia circa 
446 km a sud-est di Addis Abeba ed è il centro amministrativo della woreda di Goba.
Nella città si trova, tutti i mercoledì, un mercato. Goba è rinomata per la sua produzione di miele, cesti in vimini,
e scialli di cotone. Il Parco nazionale delle montagne di Bale dista 10 km sud-ovest della città. A pochi kilometri fuori 
da Goba si possono ammirare i resti di una vecchia chiesa in sasso.
Goba condivide lo stesso aeroporto insieme alla cittadina di Robe (ICAO code HAGB, IATA GOB), però stando alla guida dell'Etiopia della Lonely Planet "Goba giace in uno stato di declino e abbandono perciò i voli, dell'Ethiopian Airlines per e verso questa cittadina sono stati cancellati."
La fede della maggior parte degli abitanti nella provincia di Goba (oltre il 90% ) è Islamica. 
La città, nel 1994, aveva una popolazione di 28.358 abitanti.